# Stat padding
Nello sport, lo stat padding è un'azione che migliora le statistiche di un giocatore nonostante sia di scarso beneficio per la sua squadra o per le sue possibilità di vincere.

## Nello sport
Un esempio si ha nel gioco del cricket: il noto giocatore
Mahendra Singh Dhoni prende singoli e raddoppia durante i death over quando la frequenza di corsa richiesta è superiore a 12.

## Nei videogiochi
Lo stat padding è evidente anche nei videogiochi online. Un gruppo di giocatori potrebbe eseguire una serie di azioni che generalmente richiedono poca abilità per aumentare le proprie statistiche. Ad esempio, negli sparatutto in prima persona, due o più giocatori potrebbero unirsi a squadre diverse e uccidersi a vicenda, di solito seguite da una cura, da una ripresa o da una rigenerazione. Azioni come queste vengono generalmente eseguite su server di gioco protetti da password o vuoti. È anche possibile eseguire stat padding delle statistiche completando obiettivi o eseguendo azioni in un server vuoto o cooperando con un giocatore di un'altra squadra. Mentre cooperare con giocatori di un'altra squadra può influenzare le statistiche, questa è ampiamente considerata una forma di imbroglio.